# Čeněk Kramoliš
Čeněk Kramoliš (7. prosince 1862 Rožnov pod Radhoštěm – 16. června 1949 Brno) byl moravský pedagog a prozaik.

## Život
Narodil se v Rožnově pod Radhoštěm v domě č. 67 v rodině domkaře a řezníka Michaela Kramoliše (1839–1878). Matka Anna Stužková (1843–1916) pocházela z rodiny Vincenta Stužky, učitele ve Viganticích. Čeněk měl šest sourozenců: Emilii (1865–1866), Ottu (1867–1934), Bohumíra (1868–1947), Oldřicha (1871–1872), Marii (1873) a Michala (1876–1877).
Vystudoval nižší gymnázium ve Valašském Meziříčí a učitelský ústav v Příboru. Učil postupně v Krásensku (1882–1886), Marefách (1886–1889), Kloboučkách (1889–1895), Vyškově. Roku 1892 se oženil s Julií Šmídovou (1870–1942). V letech 1911–1926 žil v Hranicích, kde byl, kromě funkce školního inspektora, ředitelem dívčí měšťanské školy.
Všude, kde pracoval, působil také osvětově (ochotnické divadlo, přednášky a besedy atd.) Byl spoluzakladatelem Valašského krúžku v Brně, členem Muzejní společnosti ve Valašském Meziříčí, členem Moravského kola spisovatelů (1912–1948).
Vzhledem ke zhoršujícímu se zdraví se v roce 1930 odstěhoval do Brna k dceři Miladě Süsserové (1894–1982). V Brně-Stránicích bydlel na adrese Havlíčkova 35.

### Posmrtné ocenění
- Čeněk Kramoliš je pohřben na hřbitově Valašský Slavín v Rožnově pod Radhoštěm.[5]
- Ulice Kramolišova je v Ostravě, Valašských Kloboukách a Hranicích. V Brumově-Bylnici je ulice Č. Kramoliše.
- V Rožnově pod Radhoštěm je po něm pojmenována čtvrť Kramolišov, kterou prochází stejnojmenná ulice, na níž se nachází i památník Čeňka Kramoliše.

### Zajímavost
Některé životopisné zdroje uvádějí, že Čeněk Kramoliš v roce 1938 částečně ohluchnul a oslepnul v důsledku rozrušení, které mu přinesl poslech rozhlasové zprávy o Mnichovské dohodě. Je pochopitelné, že taková zpráva neproběhla denním tiskem; nepodařilo se dohledat prvotní zdroj této informace. Jiné zdroje hovoří o „stále slábnoucím zraku“.

## Dílo
Ve svém díle se Čeněk Kramoliš věnoval vesnické a historické tematice, především z Valašska.

### Periodika
Jeho příspěvky byly uveřejňovány v regionálních periodikách pod pseudonymy Č. Šilomark a K. Čeněk. V Kroměřížských novinách, které vycházely dvakrát týdně, zveřejňoval již v roce 1884 svůj fejeton na pokračování Výlet na Pernštýn.

### Próza
- Bratři Doliňáci (1894)
- Tři valašské povídky (1897) [8]
- Obrázky z Valašska (1893) [9]
- Povídky o hoře svatoklimentské (1900)
- Z potulného života (1900) [10]
- Z manželského ráje (1903)
- Z našeho venkova (1903) [11]
- Vyzrál na pána a jiné povídky (1904) [12]
- Strážcové hor (1905) – román [13]
- Drobty z Valašska na Moravě (1908) [14]
- Ve stínu bitvy u Slavkova (1911) – román [15]
- Ze zašlých dob na Valašsku (1920)
- Čtyři páni (1926)
- Moravská babička (1926)
- Válečné vzpomínky školního inspektora (1926)
- Gardisté (1927)
- Písničkář Jurka (román, 1927)
- Židovka Hilda (román, 1927)
- Šli bez župice (1928)
- Zababonky (1928)
- Valašská vojna (1929) – román [16]
- Na tvrdé roli (román, 1930)
- Za bouře a blesků (román, 1931)
- Vězením a vyhnanstvím (román, 1932)
- Život na horách (1932) – román [17]
- Mládí v horách a stráních (1934)
- Soumrak (román, 1934)
- Rychtář Šoman (1935) – román [18]
- Oživení mrtvých (1936, součástí jsou Gardisté)
- Za cizí hříchy (román, 1936)
- Hraničářští hrdinové (román, 1937)
- Javornické hody (1944, kapitola z románu Písničkář Jurka)
- Za přelomu (román, 1945)
- Dvě královny vdovy (román, 1946)
- Dva dějepisné čtyřlístky (1947)
- Z pěti století (1947)
- Vzpomínky z učitelského a spisovatelského života (1948)
- Konec chleba, počátek kamení: příběhy z Valašska (1949)

### Vlastivědné příručky
- Bučovský okres (1900)
- Rožnovský okres (1907)
- Vlastivědný sborník střední a severní Moravy: pro mládež župy olomoucké: ročník V. (1926–1927)

### Redakce
- Sbírka předpisů, rad a poučení (1895) – (pedagogická příručka) [19]
- Almanach valašského roku (1925)
- Almanach a katalog krajinské výstavy Pobečví v Hranicích: zemědělství, průmysl, obchod, kultura 17. 7. 1927–15. 8. 1927

### Jiné
- Do boje volebního – pojednání (1897)
- Sbírka přísloví, pořekadel a hospodářských průpovědí pro školy obecné a měšťanské (1900) – napsal předmluvu [20]
- Příručka pro učitele, místní a c. k. okresní školní rady (1911) [21]
- Z kroniky města Rožnova pod Radhoštěm (1920)
- Kronika dívčí školy rodinné a živnostenské v Hranicích za školní roky 1912–1926 (1926)
- Ročenka města Rožnov pod Radhoštěm a osad v okrese – napsal (1931)
- Utrpení Páně a naše doba: sedm postních úvah (1932)
- Panno Maria: májové promluvy (1939)

### Jednoaktové hry
Jednoaktovky Čeňka Kramoliše byly uvedeny v Rožnově pod Radhoštěm a v dalších místech
- Luca
- Portáši
- Sezení městské rady

### Zvukový záznam
- Vězením a vyhnanstvím: valašská epopeje: román a historicko-národopisný obraz ve 3 dílech – Praha: Knihovna a tiskárna pro nevidomé K. E. Macana, 1985